# بن ويزل
بن ويزل (بالإنجليزية: Ben Weasel)‏ (1968، شيكاغو في الولايات المتحدة)؛ منتج أسطوانات، عازف قيثارة، مغني وروائي أمريكي.

## روابط خارجية
- بن ويزل على موقع ميوزك برينز (الإنجليزية)
- بن ويزل على موقع إن إن دي بي (الإنجليزية)
- بن ويزل على موقع أول ميوزيك (الإنجليزية)
- بن ويزل على موقع ديسكوغز (الإنجليزية)